# Cristopher Barrera
Cristopher Jesús Barrera Vergara (18 de abril de 1998) es un futbolista chileno. Juega como defensa y actualmente es jugador de Cobresal de la Primera División de Chile.

## Trayectoria
Formado en las divisiones inferiores de Deportes Melipilla, debutó en el Potro durante la victoria por 2-0 ante Deportes Puerto Montt del 25 de mayo de 2019, en un partido válido por el torneo de Primera B. Durante el torneo siguiente, obtuvo el ascenso a la primera división.
El 30 de diciembre de 2021, se anunció su fichaje por Coquimbo Unido de la Primera División de Chile. En diciembre de 2022, es anunciado como nuevo jugador de Curicó Unido por toda la temporada 2023.Tras terminar el primer semestre del 2023, se anunció su rescisión de contrato, por problemas extradeportivos, regresando a Coquimbo Unido. 
En noviembre de 2024 es anunciado como nuevo jugador de Cobresal de la Primera División chilena, con vistas a la temporada 2025.

## Estadísticas

### Clubes
| Club                       | Div.       | Temporada  | Liga  | Liga  | Copas nacionales | Copas nacionales | Torneos internacionales | Torneos internacionales | Total | Total |
| Club                       | Div.       | Temporada  | Part. | Goles | Part.            | Goles            | Part.                   | Goles                   | Part. | Goles |
| -------------------------- | ---------- | ---------- | ----- | ----- | ---------------- | ---------------- | ----------------------- | ----------------------- | ----- | ----- |
| Deportes Melipilla · Chile | 2.ª        | 2019       | 13    | 0     | 2                | 0                | —                       | —                       | 15    | 0     |
| Deportes Melipilla · Chile | 2.ª        | 2020       | 24    | 0     | —                | —                | —                       | —                       | 24    | 0     |
| Deportes Melipilla · Chile | 1.ª        | 2021       | 26    | 0     | —                | —                | —                       | —                       | 26    | 0     |
| Deportes Melipilla · Chile | Total club | Total club | 63    | 0     | 2                | 0                | 0                       | 0                       | 65    | 0     |
| Coquimbo Unido · Chile     | 1.ª        | 2022       | 18    | 0     | 3                | 0                | —                       | —                       | 21    | 0     |
| Curicó Unido · Chile       | 1.ª        | 2023       | 5     | 0     | 0                | 0                | —                       | —                       | 5     | 0     |
| Curicó Unido · Chile       | Total club | Total club | 5     | 0     | 0                | 0                | 0                       | 0                       | 5     | 0     |
| Coquimbo Unido · Chile     | 1.ª        | 2023       | 6     | 1     | 0                | 0                | —                       | —                       | 6     | 1     |
| Coquimbo Unido · Chile     | 1.ª        | 2024       | 12    | 2     | 0                | 0                | 6                       | 0                       | 18    | 2     |
| Coquimbo Unido · Chile     | Total club | Total club | 36    | 3     | 3                | 0                | 6                       | 0                       | 45    | 3     |
| Total club                 | Total club | Total club | 104   | 3     | 5                | 0                | 6                       | 0                       | 115   | 3     |
| 1. 2.                      |            |            |       |       |                  |                  |                         |                         |       |       |